# Uemura Shōen
Uemura Shōen (上村 松園 Uemura Shouen?, 23 de abril de 1875 - 27 de agosto de 1949) fue el seudónimo de una importante artista femenina para la pintura de Japón durante los períodos Meiji, Taishō y principios del Shōwa. Su verdadero nombre era Uemura Tsune.Shoen era conocida principalmente por sus pinturas bijin-ga de mujeres hermosas al estilo nihonga, aunque también produjo numerosos trabajos sobre temas históricos y objetos tradicionales.

## Primeros años
Shoen nació en Shimogyō-ku, Kioto, siendo la segunda hija de un comerciante de té. Ella nació dos meses después de la muerte de su padre y por lo tanto se crio junto a su madre y sus tíasen un hogar totalmente femenino. La tienda de té de su madre, Nakako,atrajo a una clientela culta en el arte japonés de la ceremonia del té.Cuando era niña, Shōen dibujaba y exhibió una considerable habilidad en el dibujo de figuras humanas. Ella se obsesionó con las obras ukiyo-e de Hokusai. Inusualmente para la época, su madre apoyó la decisión de su hija de perseguir el arte como carrera.
Shōen fue enviada a la Escuela de Pintura de la Prefectura de Kioto, donde estudió con el pintor de paisajes al estilo chino Suzuki Shōnen  (1849-1918).Ella también comenzó a estudiar los estilos de las escuelas de pintura Kanō y Sesshū, y Suzuki quedó tan impresionado que le dio el primer kanji de su propio seudónimo de "Shōnen" en reconocimiento a su talento. Este fue un avance excepcional para la época; sin embargo, durante un tiempo se vio empañada su reputación ya que era sospechosa de tener una relación con su profesor, que puede haber sido cierta; poco después de dar a luz a un hijo ilegítimo (el futuro pintor Uemura Shōkō), quien crio como madre soltera, daría a luz a una hija, y del mismo modo que el primero, nunca reveló el nombre del padre.

## Carrera artística temprana
En 1894, Shōen se convirtió en discípulo de Kōno Bairei, y más tarde de su sucesor Takeuchi Seihō. Ganó su primer premio local en 1898 con una obra seleccionada para la Exposición de Vieja y Nueva Arte ("Shinko Bijutsu Tenrankai" o "Shinkoten") en Kioto, y su primer premio nacional en 1900 por un cuadro presentado en una exposición patrocinada por la Academia de Bellas Artes de Japón (Nihon Bijutsuin) junto con la Asociación de Pintura de Japón (Nihon Kaiga Kyokai). Más tarde se centró en la producción de trabajos para la exhibición y venta en las exposiciones Bunten patrocinados por el gobierno a partir de 1907. La compra de su pintura, La belleza de las cuatro estaciones, por el duque de Connaught en su visita a Japón, la elevó a la condición de celebridad.
Shōen extrajo de su formación artística y su interés personal en grabados en madera y estilos de pintura de mayor edad para desarrollar nuevas técnicas y estilos de composición con una amplia gama de temas. Los temas y elementos del teatro tradicional Nō frecuentemente aparecían en sus obras, pero las pinturas de mujeres hermosas (bijin-ga) llegaron a dominar sus obras. Con el tiempo, en sus obras se combinarían los temas del Noh y las mujeres juntos en una única composición.De 1917 a 1922, entró en una depresión, y se negó a participar en exposiciones durante varios años.
En 1924, regresó al mundo del arte, al mostrar una pintura titulada "楊貴妃" Princesa Yohki (Yang Guifei) en la Cuarta Exposición de la Academia Imperial de Bellas Artes. La pintura está ahora en el Museo de Arte de Shōhaku en Nara.

## Carrera posterior
Durante la década de 1930, cuando Shōen estaba a los finales de los 50 años y a principios de los 60, ella comenzó a producir grandes obras. Estos incluyen Primavera y Otoño (1930), Jo-no-mai (1936), y Soshi-arai Komachi (1937). Muchas de estas obras, especialmente Jo-no-mai, ahora se consideran sus obras maestras.
Jo-no-mai y Soshi-arai Komachi están inspiradas por el teatro Noh. Mientras Jo-no-mai es una danza realizada en la introducción a una obra de teatro Noh, Soshi-arai Komachi es el título de una obra Noh sobre la poeta del período Heian Ono no Komachi. Ambas pinturas se caracterizan por una fuerte sensación de majestuosidad , con una gran figura central sobre un fondo vacío. El uso del color es cuidadosamente planeado para que las superficies claras en la ropa y en otros artículos se destacan prominente en contra del espacio negativo.
En 1941, Shōen se convirtió en la primera mujer pintora en Japón en ser invitada a unirse a la Academia de Arte Imperial. Ella también fue nombrada pintora de la corte a la Agencia de la Casa Imperial en 1944.
Durante la Segunda Guerra Mundial apoyó el nacionalismo en piezas como Otoño tardío que representa a una bella mujer haciendo su parte para ayudar a la guerra. A pesar de su avanzada edad, nunca viajó a la zona de guerra en China por invitación del gobierno japonés con fines de propaganda, para que de vuelta a casa demostrara a la gente que todo iba bien. Realizó muchas de sus obras de este periodo, incluyendo Crepúsculo (1941), Día despejado (1941), y Otoño tardío (1943), representando a las mujeres participando de las tareas diarias, y que despliegan un fuerte sentido de vitalidad en el trabajo. Al igual que con sus obras a partir de la década de 1930, Shōen muestra un hábil uso del espacio negativo, con detalles realistas, líneas limpias y un uso tranquilo de color. Al deteriorarse la situación de guerra, en febrero de 1945, Shōen fue evacuada de Kyoto a los suburbios de Nara.
En 1948, se convirtió en la primera mujer en ser galardonada de Japón con la prestigiosa Orden de la Cultura.Su pintura Jo-no-mai fue también el primer cuadro de una mujer japonesa en ser clasificado como de Propiedad Cultural Importante por la Agencia de Asuntos Culturales.

## Filatelia
Algunas obras de Uemura Shōen se han seleccionado como tema de sellos postales conmemorativos dos veces por el gobierno japonés:
- 1965: Jo-no-mai, para conmemorar la Semana de la Filatelia.[12]
- 1980: La madre y el niño, como parte de la Serie de Arte Moderno.[13]

En el año 2000, la misma Uemura Shōen fue objeto de un sello de correos conmemorativo bajo la Serie Líderes Culturales por Postales de Japón.